# 2602 Moore
2602 Moore este un asteroid din centura principală, descoperit pe 24 ianuarie 1982, de Edward Bowell.